# Chidham
Chidham är en by i Chichester i West Sussex i England. Orten har 410 invånare (2001).